# ケノーシャ (ウィスコンシン州)

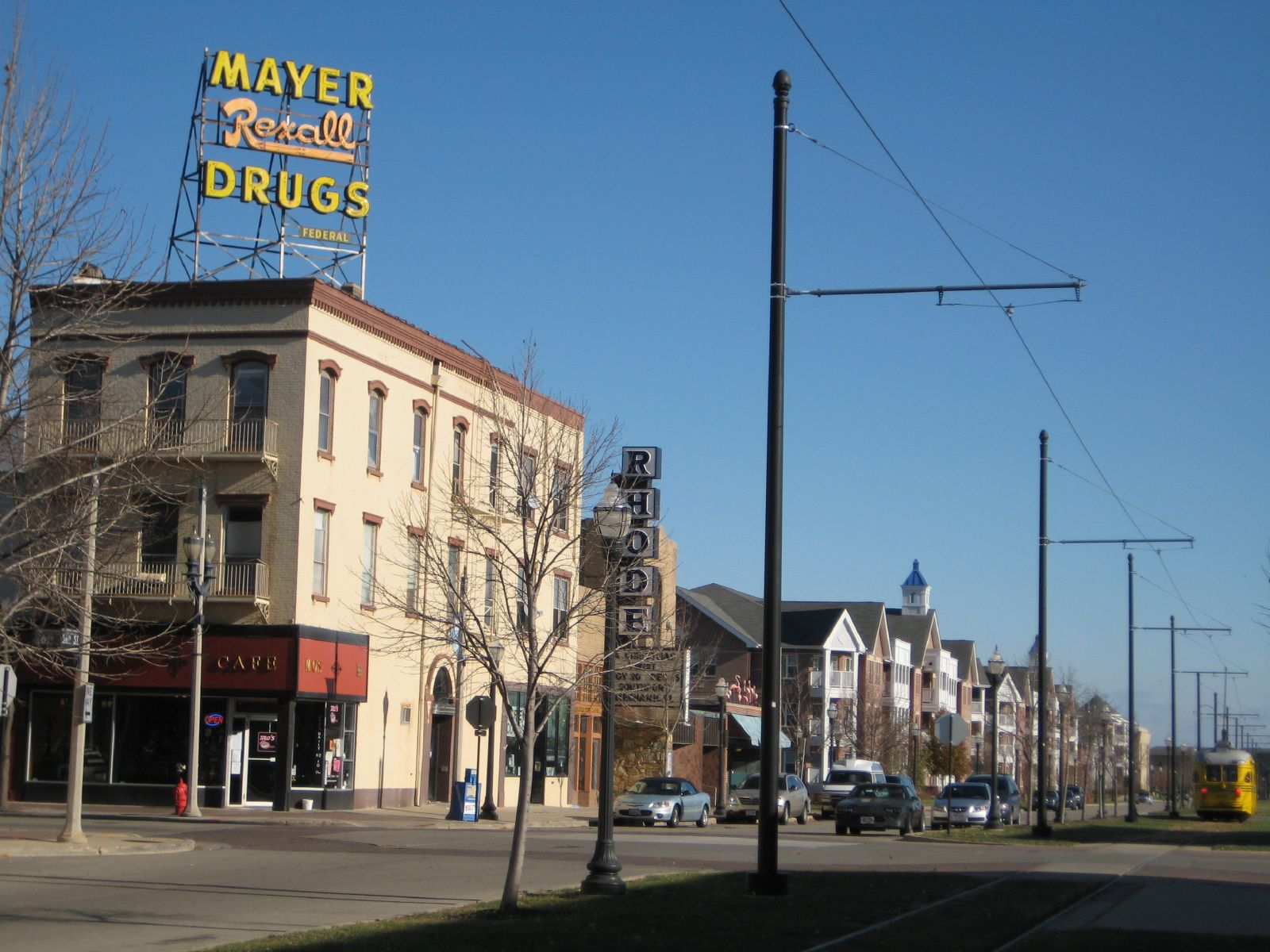
ケノーシャのダウンタウン

ケノーシャ（Kenosha）は、アメリカ合衆国ウィスコンシン州南東端に位置する都市。シカゴの北約85km、ミルウォーキーの南約55kmに位置する。人口は9万9986人（2020年）で、ミルウォーキー、マディソン、グリーンベイに次ぐ州第4の都市である。
1900年代から1980年代までにかけては、ケノーシャは自動車産業の街として発展したが、その後は主にシカゴやミルウォーキーへの通勤者が住む郊外都市として機能している。物理的な距離はシカゴよりミルウォーキーのほうが近いものの、統計的にはシカゴ都市圏に含まれており、また実際にもシカゴの近郊列車であるメトラの終点となっていたり、イリノイ州北部からの移入者を多く集めているなど、シカゴ都市圏最北端の郊外都市という位置付けになっている。しかし、地域経済や文化はシカゴとミルウォーキーの両方の影響を受けている。

## 歴史
この地には最終氷期には既に人類が住み着いていたと考えられている。少なくとも13,500年前には、この地にはパレオ・インディアンが住み着いていた。やがて時代が下って住み着いたネイティブ・アメリカンは、この地で繁殖するパイクに由来する名をつけた。ポタワトミ族は、この地を「パイクの地」を意味するgnozhéと呼び、オジブワ族もまた、「パイクが一堂に集まる地」を意味するMasu-kinojaと呼んだ。
この地に初めて入植したヨーロッパ人は、1830年代初頭にニューヨーク州のトロイおよびハンニバルからやってきた、ジョン・ブレン・ジュニア率いる西部移出会社の一団であった。彼らはミルウォーキーやラシーンを経由して、1835年6月6日にブレンが購入したこの地のパイク・クリークのほとりにたどり着き、丸太小屋や木造の家屋、学校、教会を建て、入植地を創設した。入植者が増え、最初の郵便局が開局すると、この入植地はやがてパイクという名で知られていくようになった。その後、この地がミシガン湖の重要な港になると、村はサウスポートと名を変えた。村は1850年に正式な自治体となり、かつてポタワトミ族がつけたgnozhéという名を英語読みしたケノーシャという名に変えられた。

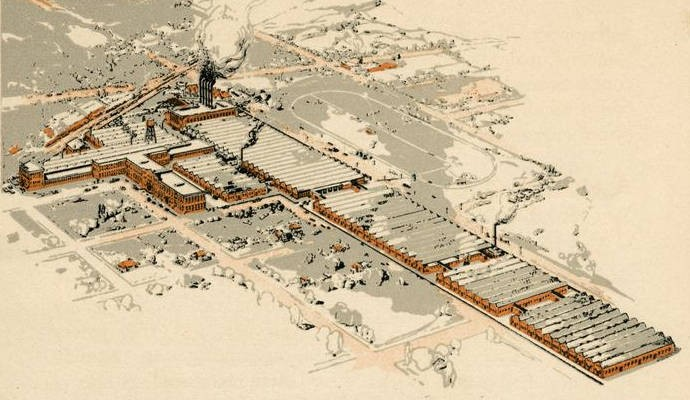
トマス・B・ジェフリー・カンパニーの工場（1915年頃）

20世紀初頭から1930年代にかけては、イタリア系、アイルランド系、ポーランド系、ドイツ系の移民がケノーシャに流入し、この地の建設、建築、文化、文学の分野に貢献した。また、20世紀に入ると、ケノーシャでは自動車産業が興った。1900年、ケノーシャ市内のサリバン・ベッカーの工場でプロトタイプの蒸気自動車が製造された。その2年後、1902年には、トマス・B・ジェフリー・カンパニーが大量生産技術を用いてランブラーの製造を始めた。トマス・B・ジェフリー・カンパニーは1916年にチャールズ・W・ナッシュに買収され、ナッシュ・モーターズとなった。同社は第二次世界大戦中には一時期自動車の生産を中止し、航空機のエンジンやプロペラを生産していたが、終戦後に自動車生産を復活させた。1954年にはナッシュ・モーターズがデトロイトのハドソン・モーター・カー・カンパニーを買収し、アメリカン・モーターズ・コーポレーション（AMC）となった。1960年代には、AMCは17,000人を超える従業員を抱え、全盛期を迎えていた。
しかし、1970年代中盤に入るとAMCの業績に陰りが見え始めた。1979年にはAMCはルノーの傘下に入り、1987年にはルノーによりクライスラーに売却された。翌1988年、クライスラーはAMCから引き継いだケノーシャ工場の操業を停止し、ケノーシャにおける自動車産業は86年の歴史に幕を閉じた。ケノーシャ工場はその2年後、1990年に取り壊された。その後、ミシガン湖岸のこの工場の跡地はコンドミニアムやヨットハーバーを有するハーバー・パークとして整備された。
1993年6月には、ダウンタウンの6thアベニュー、54thストリートと59thストリートの間にシェリダン・ルグランデ街灯が設置された。この街灯は、もともとは1928年にウェスティングハウス・エレクトリックがケノーシャ市のために特別にデザインしたものであった。また、2000年6月には、68年ぶりに路面電車が復活した。
2020年8月23日、警察官が丸腰の黒人男性を銃撃したジェイコブ・ブレークへの銃撃事件が発生。当日から抗議のデモが発生して夜間には放火も発生する一方、デモ参加者が銃撃を受けて死傷者が出るなど市内が大混乱となった。同年9月には、2020年アメリカ大統領選挙を戦うドナルド・トランプ（現職大統領、共和党候補）とジョー・バイデン（民主党候補）が相次いで市内を訪問した。

## 地理

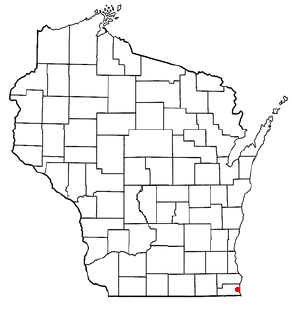
ウィスコンシン州におけるケノーシャの位置

ケノーシャは北緯42度34分56秒 西経87度50分44秒 / 北緯42.58222度 西経87.84556度に位置している。市の中心部はシカゴからは北へ約85km、ミルウォーキーからは南へ約55km、イリノイ・ウィスコンシン州境からは北へ約12kmに位置する。市はミシガン湖に面している。市の標高は184mである。
アメリカ合衆国国勢調査局によると、ケノーシャ市は総面積62.1km²（24.0mi²）である。そのうち61.7km²（23.8mi²）が陸地で0.4km²（0.2mi²）が水域である。総面積の0.63%が水域となっている。ケノーシャを中心とするケノーシャ郡は、ウィスコンシン州の郡としては唯一、シカゴ都市圏に含まれている。シカゴ都市圏はイリノイ・インディアナ・ウィスコンシン3州の14郡にまたがり、総面積は24,815km²（9,581mi²）、人口は900万人を超える。
ケノーシャの気候は五大湖岸によく見られる、寒さの厳しい冬と涼しい夏に特徴付けられる大陸性の気候である。最も暖かい7月の月平均気温は21℃、最高気温の平均は26℃で、日中でも30℃を超えることは少ない。最も寒い1月の平均気温は氷点下7℃で、日中でも0℃に達さない日が続き、夜は氷点下15℃以下に下がることも珍しくない。降水は夏季、7月から9月までにかけて多く、月間100mm前後に達する。冬季は概ね乾燥しているが、12月から3月までは月間15-30cm程度の降雪が見られる。年間降水量は840mm程度である。ケッペンの気候区分では、ケノーシャは亜寒帯湿潤気候（Dfb）に属する。
|               | 1月  | 2月  | 3月  | 4月  | 5月  | 6月  | 7月   | 8月  | 9月  | 10月 | 11月 | 12月 | 年    |
| ------------- | ---- | ---- | ---- | ---- | ---- | ---- | ----- | ---- | ---- | ---- | ---- | ---- | ----- |
| 平均気温（℃） | -6.7 | -4.3 | 1.1  | 6.6  | 12.0 | 17.6 | 20.9  | 20.6 | 16.6 | 10.5 | 3.8  | -3.5 | 7.9   |
| 降水量（mm）  | 33.0 | 25.4 | 55.9 | 86.4 | 76.2 | 86.4 | 101.6 | 99.1 | 99.1 | 63.5 | 63.5 | 50.8 | 840.9 |

## 政治
ケノーシャの市政府のトップには市長とは別個にシティ・アドミニストレータがいる。シティ・アドミニストレータは市政府の各局を統括し、市議会の採択した政策を施行する責任を負う。市議会は政策や条例を採択し、予算を承認する責任を負っており、17人の議員からなっている。市議会議員選挙は2年ごと、偶数年に行われ、市を17に分けた選挙区から各1名ずつが選出される。
連邦議会下院議員選挙においては、ケノーシャはラシーンやジェーンズビルなどと共にウィスコンシン第1選挙区に属している。この選挙区では共和党と民主党の勢力が概ね拮抗しており、やや共和党寄りである。

## 経済
かつては工業都市として発展したケノーシャは、現在ではシカゴやミルウォーキーの住宅衛星都市と考えられている。シカゴ・ミルウォーキー両市に通ずる州間高速道路I-94をはじめとする交通手段を用いて、ケノーシャに住む労働者の約半数は市外へ通勤し、昼夜人口比率は91.1%にとどまる。統計上シカゴ都市圏に含まれていることに加えて、特にイリノイ州北部からの移入者を多く集めていることから、ケノーシャはシカゴ都市圏最北端の郊外都市としてよく捉えられている。
一方、ケノーシャにも小規模なダウンタウンが形成されており、商業の中心となっている。市の近郊に立地するビジネス・パークには軽工業者や流通業者が集まっている。また、点在する文化施設、レトロな車体の路面電車、ミシガン湖のビーチ、ヨットハーバーなどを活かした観光業も、ケノーシャの地域経済においては重要な収入源となっている。

## 交通

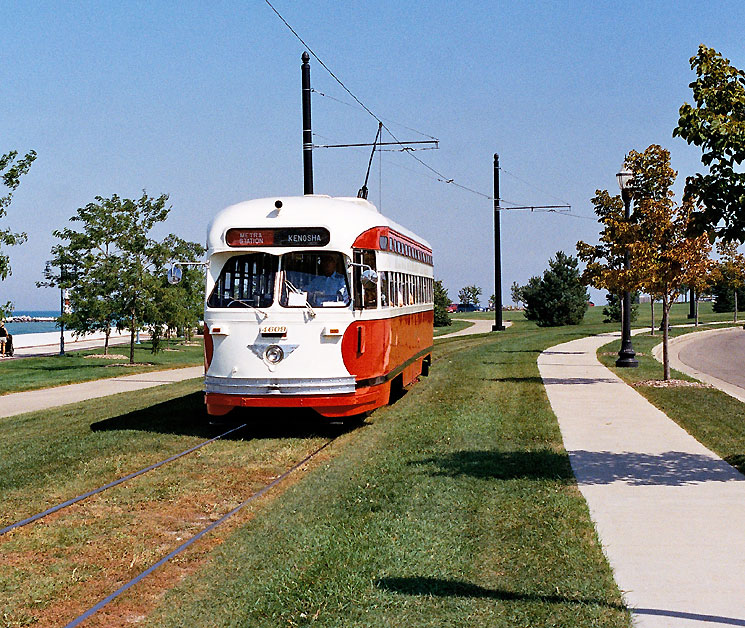
ミシガン湖岸をゆくケノーシャの路面電車

ケノーシャの中心部からシカゴ都市圏の第1空港であるオヘア国際空港（IATA: ORD）へは車で約1時間10分、ミルウォーキーの玄関口であるジェネラル・ミッチェル国際空港（IATA: MKE）は車で約40分と、どちらも利用可能な距離にある。市の西にはケノーシャ地域空港が立地しているが、こちらはゼネラル・アビエーションと呼ばれる、専ら自家用機やチャーター機が発着する空港である。
ケノーシャ郡内においては、東西の通りはケノーシャ郡とラシーン郡との郡境に1stストリートが通っており、順次南へ2nd、3rd、4th...と続いている。この番号システムのため、ケノーシャではダウンタウンにおけるストリートの番号が概ね50番台になっている。一方、南北の通りはミシガン湖岸に最も近い通りが1stアベニューで、順次西へ2nd、3rd、4th...となっている。また、市の西には120thアベニューと並行してI-94が通っている。ケノーシャの多くの住民にとっては、I-94はケノーシャとシカゴやミルウォーキーを結ぶ重要な通勤路・都市間交通路である。
ケノーシャはシカゴの近郊列車であるメトラのユニオン・パシフィック/ノース線の終点となっている。しかし、ユニオン・パシフィック/ノース線の多くの便は3駅南のウォーキーガンで折り返しており、ケノーシャ・シカゴ間を直通運行しているのは平日で1日9往復である。将来的には、ケノーシャ、ラシーン、ミルウォーキーを結ぶ近郊列車を走らせることが計画されており、これが開通するとシカゴとミルウォーキーが近郊列車で結ばれることになる。
市内の公共交通機関としては、ケノーシャ地域交通局（KAT）の運営する10系統の路線バスが走っている。これに加え、同局は2000年に復活した、ダウンタウン循環の全長2マイル（約3.2km）の路面電車も運営している。ここではカナダのトロントで使われていた1951年式PCCカーが用いられている。

## 教育

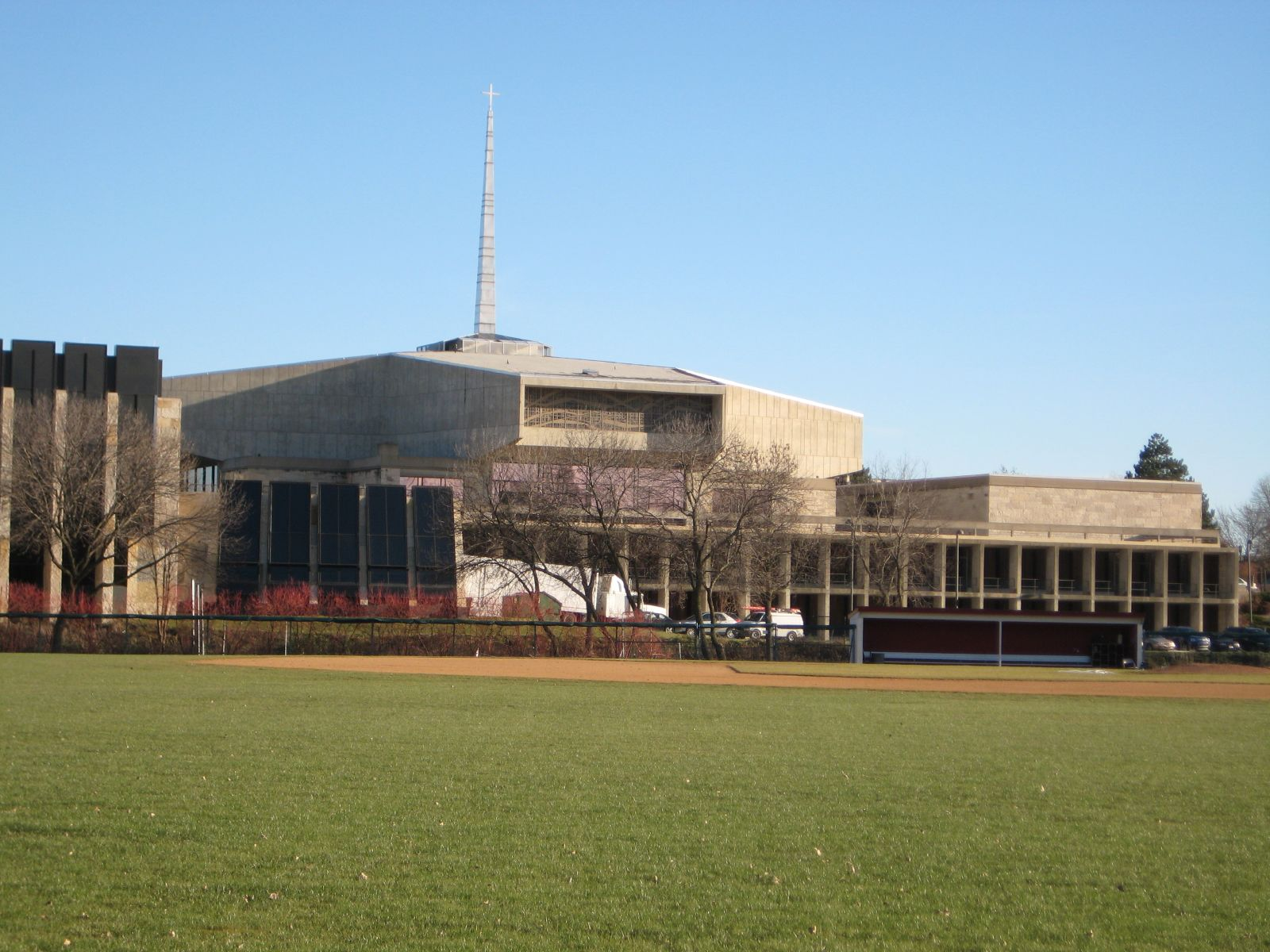
カーセイジ大学

ケノーシャのダウンタウンの北、18thストリートと24thストリートの間のミシガン湖岸にはカーセイジ大学のキャンパスが広がっている。同学は約2,500人の学生を抱えるリベラル・アーツ・カレッジで、主として学部での少人数の教養教育に力を入れているほか、MBAや社会福祉学修士の学位を授与するシカゴのロヨラ大学のプログラムに提携校として協力している。同学はもともとは1847年にイリノイ州でルーテル教会系の神学校として創設され、1962年にケノーシャの地に移転してきた。
また、市の北西、ケノーシャのダウンタウンとラシーンのちょうど中間にはウィスコンシン大学システムの一角をなす地域密着型の州立大学、ウィスコンシン大学パークサイド校が立地している。同学は、ウィスコンシン州南東部の人口増加に伴い、もともとケノーシャとラシーンにそれぞれあった2年制の州立短期大学を統合し、4年制大学に移行する形で1968年に開校した。
ケノーシャにおけるK-12課程はケノーシャ統一学区の管轄下にある公立学校によって支えられている。同学区は小学校24校、チャーター・スクール6校、中学校6校、高等学校6校を有している。全米の4年生を対象にした読解力テストでは、同学区の児童の80%がproficient（中級）またはAdvanced（上級）という判定を受けており、全米平均の33%を大きく上回っている。また、同学区の児童・生徒の高校卒業率は84.1%に達し、これも全米平均の73%を上回っている。ケノーシャ市内には同学区の公立学校に加えて、教会系その他の私立学校もいくつか立地している。

## 文化

### 博物館

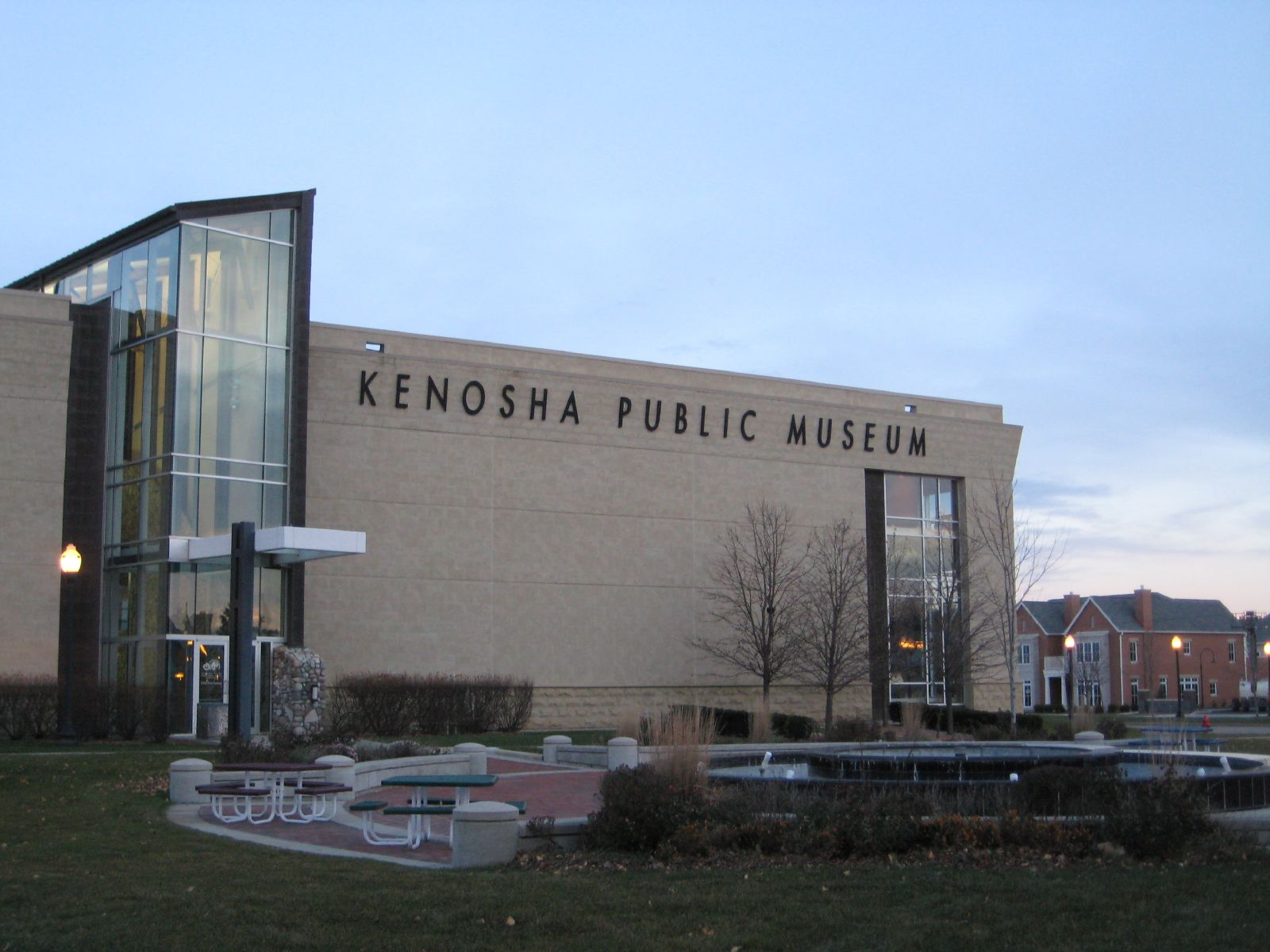
ケノーシャ公共博物館

ケノーシャのダウンタウンにはスミソニアン協会と提携しているケノーシャ公共博物館、南北戦争博物館、および恐竜発見博物館の3つの博物館が立地している。ミシガン湖岸に立地するケノーシャ公共博物館では、1992年に市西部で発見された、14,500年前（放射性炭素年代で12,500年前）のマンモスをはじめ、動物学、地質学、芸術作品や装飾品に至るまで、約70,000点の展示物を展示している。南北戦争博物館は、南北戦争に関する事物を展示し、視聴覚技術も用いて、戦時下における中西部、特にアイオワ、イリノイ、インディアナ、ウィスコンシン、ミシガン、ミネソタの各州の人々の暮らしの変化や、アメリカ史全体に与えた影響を伝えている。恐竜発見博物館は肉食恐竜の展示に特に注力している。また、同館内にはカーセイジ大学の古生物学研究所が併設されている。

### 音楽
ケノーシャのオーケストラ、ケノーシャ交響楽団は1940年に結団されて以来、地元の音楽愛好者や学校の児童・生徒を対象とした公演を行ってきた。同楽団はダウンタウンに立地するロイサー講堂を本拠地としている。
また、ケノーシャには、バーバーショップ音楽の保存・振興に努めている団体、バーバーショップ・ハーモニー・ソサイエティが2007年まで50年間にわたって国際本部を置いていた。同会はケノーシャを去った後、テネシー州のナッシュビルに本部を移転した。

### 公園

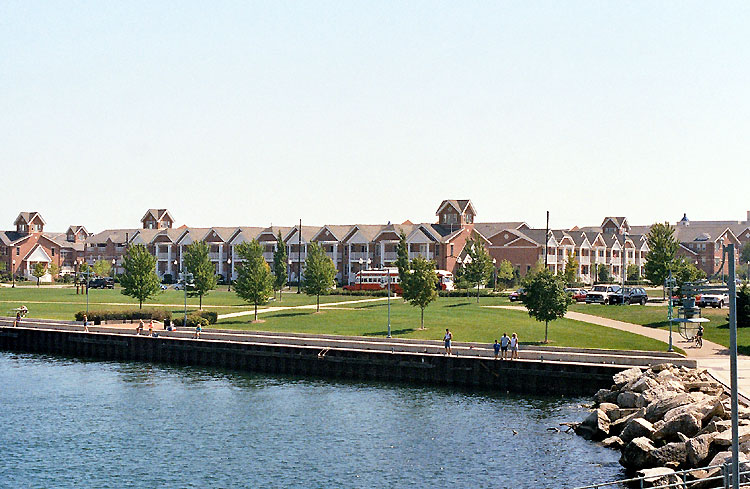
ハーバー・パーク

ケノーシャは8マイル（約12.9km）におよぶミシガン湖のビーチに加えて、52ヶ所、総面積870エーカー（約352ha）の公園を有している。1990年に取り壊されたAMCの工場跡を再整備したミシガン湖岸のハーバー・パークは、71エーカー（約28.7ha）の敷地を有し、コンドミニアム、ヨットハーバーや釣り場を備えた複合施設である。また、5月から10月にかけての土曜日には、園内で露店市場が開かれる。ハーバー・パークのすぐ北にあるシモンズ・アイランド・パークはヨットハーバーやビーチを有する。ダウンタウンの北に広がるワシントン・パークは、1927年に設けられた全米に現存する最古の自転車競技場を有するほかテニスコート、プール、スケートリンク、ソリのコースなど、スポーツ施設が充実している。また、この公園の西には9ホールのゴルフコースが隣接している。市の北西、ウィスコンシン大学パークサイド校のキャンパスに隣接し、同学の校名の由来となったペトリファイイング・スプリングス・パークは、10マイル（約16km）を超える遊歩道や18ホールのゴルフコースを有している。

### メディア
放送市場においては、ケノーシャはシカゴとミルウォーキーの両方の市場に入り得る。エーシーニールセンはケノーシャをミルウォーキーのテレビ放送市場に含めている一方、ラジオ放送の市場調査会社アービトロンはケノーシャをシカゴの市場に含めている。実際には、ケノーシャの住民は地元のニュース、天気、交通などの情報はミルウォーキーのメディアから主に得ている。ケノーシャでライセンスされている唯一のテレビ局、WPXE（IONテレビジョン系列）も、実際にはミルウォーキー郊外にスタジオを置き、ミルウォーキー都市圏やシボイガン、フォンデュラクなどウィスコンシン州南東部・東部をカバーする、ミルウォーキーのテレビ局である。ケノーシャのケーブルテレビのサービスはタイム・ワーナー・ケーブルが提供しており、ミルウォーキーの全てのテレビ局、およびシカゴの一部のテレビ局に接続できる。

## 姉妹都市
ケノーシャは以下4都市と姉妹都市提携を結んでいる。
- ヴォルフェンビュッテル（ドイツ） - 1970年より。
- ケソンシティ（フィリピン） - 1986年より。
- コゼンツァ（イタリア） - 1979年より。
- ドゥエー（フランス） - 1981年より。

## 註
1. ↑  “Quickfacts.census.gov”. 2023年8月17日閲覧。
2. 1 2  Moore, Thomas S. The Disposable Work Force: Worker Displacement and Employment Instability in America. p.11. Hawthorne, New York: Aldine De Gruyter. 1996年. ISBN 978-0202305202.
3. ↑  Wasion, David. The Mammoth Hunter: David Wasion's Quest for Pre-Clovis People in North America. The Citizen Scientist. 2005年2月11日.
4. ↑  Falk, Terrence. Bones to Pick. Milwaukee Magazine. 2004年4月.
5. ↑  Frank, M. The Early History of Kenosha. Collections of the State Historical Society of Wisconsin. p. 370. Madison, Wisconsin: State Historical Society of Wisconsin. Ed. Lyman Copeland Draper, L.L.D., Secretary of the Society. 1904年. Qtd. by Kenosha County, WIGenWeb.
6. ↑  Kenosha （Origin of the Place Name). Dictionary of Wisconsin History. Wisconsin Historical Society.
7. 1 2  Krerowicz, John. City’s auto history reaches back more than 100 years. Kenosha News. 2009年4月20日.
8. 1 2 3  Kenosha Transit Electric Streetcar Route. Kenosha Area Transit.（PDFファイル）
9. ↑  “黒人男性銃撃の抗議デモで発砲、3人死傷　17歳少年を逮捕”.   CNN (2020年8月27日). 2020年9月1日閲覧。
10. ↑  “バイデン氏、銃撃受けた黒人男性と電話 家族とも面会”.   AFP (2020年9月4日). 2020年9月4日閲覧。
11. 1 2  Historical Weather for Kenosha, Wisconsin, United States of America. Weatherbase.com.
12. ↑  Mayor/Administration. City of Kenosha.
13. ↑  City Council. City of Kenosha.
14. ↑  Partisan Voting Index Districts of the 111th Congress. The Cook Political Report. p.2A.9. 2009年4月10日.（PDFファイル）
15. ↑  Kenosha, Wisconsin. City-Data.com.
16. ↑  Union Pacific North Line - Chigago to Kenosha. Chicago, Illinois: Commuter Rail Division, Regional Transportation Authority.（PDFファイル）
17. ↑  Kenosha-Racine-Milwaukee (KRM) Commuter Rail. Transit NOW. Southeastern Wisconsin Coalition.
18. ↑  Bus Route Map. Kenosha Area Transit.（PDFファイル）
19. ↑  MBA for Exectives for Carthage, Graduate Social Work at Carthage. Loyola University Chicago.
20. ↑  College History. Carthage College.
21. ↑  A Brief History. University of Wisconsin-Parkside.
22. ↑  Schools. Kenosha Unified School District.
23. ↑  Guide to Kenosha School District, Carthage College & More. Realty Kenosha.
24. ↑  Reading 2009: The Nation's Report Card. p.8. National Center for Education Statistics, Institute of Education Sciences, U.S. Department of Education. 2010年3月.（PDFファイル）
25. ↑  Kunich, Gary J. Unified mirrors classroom diversity trends. Kenosha News. 2009年6月3日.
26. ↑  Affiliates. Smithsonian Affiliations.
27. ↑  Home. Kenosha Public Museum.
28. ↑  Home, Exhibits. Civil War Museum.
29. ↑  Home, Carthage Institute of Paleontology. Dinosaur Discovery Museum
30. ↑  About KSO. Kenosha Symphony Orchestra.
31. ↑  Who is the Barbershop Harmony Society. Barbershop Harmony Society
32. ↑  Parks at a Grance. Park Departmrnt, City of Kenosha. 2010年.（PDFファイル）
33. ↑  Sister Cities. City of Kenosha.